# Aba Finta
Aba Finta (Aba nembeli Finta? – †1282) magyar főúr. Nádor 1280 júliusa és 1281 áprilisa között, előtte erdélyi vajda.

## Élete
Apja Aba nembeli Dávid (meghalt 1280 után) ispán, az Aba nemzetség Amadé-ágának első ismert tagja volt, akinek rajta kívül még két fiáról (Aba Amadé nádor, kiskirály, Aba Péter országbíró) és egy lányáról tudunk. Finta a történeti forrásokban 1275 és 1282 között szerepel.
1277 végén és 1278 elején IV. László megbízásából harcolt a Szepességtől Erdélyig terjedő területet elfoglaló Márk fia Loránd és Geregye Gregen ellen, és végül legyőzte őket. 1278 ősze és 1280 nyara között erdélyi vajda, és 1279-ben érdemeiért Ung vármegyét kapta adományul. 1280 januárjában Fülöp pápai legátus elfogása miatt foglyul ejtette IV. Lászlót — a foglyokat kicserélték. Nádori méltósága mellett a kunok bírája, somogyi és soproni ispán is volt.
1281-ben vesztette el a király kegyét az uralkodó érdekeit sértő hatalmaskodásai miatt (elfoglalta egyebek közt Sáros vármegyei nemesek három birtokát és Ung vármegyei várjobbágyok földjeit), és ezért felségsértés vádjával megfosztották tisztségétől (Kristó). Finta fellázadt a király ellen, de ő az ellenállást a Várgede alatt megvívott csatában fegyveres erővel letörte, Finta fontosabb várait:
- Gönc,
- Gede,
- Szalánc,
- Patak

elfoglalta — ez utóbbi kettőt bizonyosan ostrommal. Ez onnan tudható, hogy a hadjárat után megjutalmazta egy hívét a „sub castro Pótok et sub castro Zalanch” (tehát: Patak és Szalánc alatt) harcolva tanúsított hősiességéért. Az elfoglalt birtokokat és javadalmakat Finta öccsének, Aba Amadénak adta. Finta kisvártatva ismeretlen körülmények között meghalt, birtokait öccse, Amadé örökölte.
Ismeretlen nevű feleségétől egy lánya született, akit a Kán nembéli Siklósi Gyula vett feleségül. Gyermektelenül haltak meg még a századforduló előtt, ami abból tudható, hogy 1300-ban Gyula testvére és örököse, Kán nembéli Siklósi Péter fizette ki a Finta lányért járó hitbért és hozományt Aba Amadénak (Kristó).